# Северный вокзал (станция метро, Казань)
«Северный вокзал» (тат. Төньяк вокзал) — 9-я станция Центральной линии Казанского метрополитена. Расположена между станциями «Яшьлек» и «Авиастроительная».
На станции имеется переход на железнодорожно-автобусный вокзал «Казань-2» для пересадки на пригородные Казанские электропоезда (в будущем Кольцевой линии городской электрички), поезда дальнего следования (в будущем и поезда ВСМ-2) и пригородно-междугородные автобусы.
Также на станции планировалась пересадка на линию в Салават Купере, но от планов отказались в пользу трамвая

## Описание
Располагается на пересечении улиц Декабристов и Воровского. Обслуживает близлежащие жилые массивы и вокзал «Казань-2». Станция двухпролётная из монолитного железобетона с высотой от уровня платформы 5 метров, с двумя подземными вестибюлями и блоком служебных помещений. Открытие вместе с двумя другими станциями приурочено к Универсиаде-2013 и состоялось 9 мая 2013 года, в составе четвёртого пускового участка первой линии Казанского метрополитена «Козья слобода — Авиастроительная».
В ходе интернет-голосования на сайте мэрии в мае 2012 года по возможному переименованию станции значительно лидировали два предложения — «Северный вокзал» (по предложенному одному из неофициальных названий вокзала) и «Московская» (проектное).

## Строительство
Под строительство станции метро была отведена площадка перед недостроенным вокзалом, который был сооружён к лету 2012 года. В январе-феврале 2010 года началась забивка первых шпунтов для стен станции. На декабрь 2011 года возведены железобетонные стены, колонны, завершено покрытие вестибюля № 1. Завершена проходка правого перегонного тоннеля «Московская» — «Декабристов», на 25 декабря планировалось начало работы по проходке левого перегонного тоннеля (1351 м) между этими станциями. По состоянию на 2 апреля 2012 года машина прошла 630 метров, оставалось пройти 721 метр. На самой станции заканчивались бетонные работы на платформенной части, велась гидроизоляция конструкций и обратная засыпка котлована.

## Конструкция
Станция двухпролётная из монолитного железобетона с высотой от уровня платформы 5 метров, с двумя подземными вестибюлями и блоком служебных помещений. В интерьере планировалось обыграть темы Московского Кремля и Москвы.
Северный кассовый вестибюль расположен у автобусной части вокзала Казань-2. Южный вестибюль открыт чуть позже северного — 6 июля 2013 года — и расположен вблизи остановки общественного транспорта.

## Привязка общественного транспорта

### Автобус
| №  | Пересадки                                      | Конечный пункт 1    | Конечный пункт 2          |
| -- | ---------------------------------------------- | ------------------- | ------------------------- |
| 6  | Козья слобода Яшьлек Авиастроительная          | Речной порт         | Посёлок Северный          |
| 18 | Проспект Победы Горки Яшьлек Авиастроительная  | Переулок Дуслык     | Улица Северополюсная      |
| 29 | Площадь Тукая Кремлёвская Козья слобода Яшьлек | Улица Гудованцева   | Строительный институт     |
| 33 | Яшьлек                                         | Улица Ленинградская | Жилой массив Ферма-2      |
| 43 | Суконная слобода Авиастроительная              | Улица Техническая   | улица Химическая          |
| 53 |                                                | Улица Ленинградская | Речной порт               |
| 60 | Авиастроительная                               | Улица Химическая    | Жилой массив Дербышки     |
| 62 | Яшьлек                                         | ТЦ «Мега»           | Жилой комплекс «Радужный» |

### Троллейбус
| №  | Пересадки | Конечный пункт 1 | Конечный пункт 2    |
| -- | --------- | ---------------- | ------------------- |
| 13 |           | Улица Халитова   | Улица Ленинградская |

### Трамвай
| № | Пересадки        | Конечный пункт 1 | Конечный пункт 2 |
| - | ---------------- | ---------------- | ---------------- |
| 1 | Авиастроительная | Речной Порт      | Караваево        |
| 6 | Авиастроительная | Караваево        | Улица Халитова   |

## В культуре
Станция (под названием  "Театральная площадь") в очень похожем стиле  (c более широкой платформой и как колонная трёхпролётная станция) присутствует на карте gm_metrostroi_b50 модификации Metrostroi для игры Garry's Mod.